# Терехов Ярослав Юрійович
Ярослав Юрійович Терехов (нар. 21 квітня 1999, Дніпропетровськ, Україна) — український футболіст, півзахисник молдовського клубу «Мілсамі».

## Життєпис

### Молодіжна кар'єра
Футбольний шлях розпочав в академії дніпропетровського клубу «Ювілейний». У період з 2009 по 2010 роки займався у ДЮСШ міста Царичанка. 2011 року перейшов до структури «Дніпра», в якому пробув до липня 2017 року. У липні 2017 року перейшов до одеського «Чорноморця», де виступав за молодіжну команду.

### «ВПК-Агро»
У січні 2018 року перейшов до клубу «ВПК-Агро». Виступав разом із клубом у чемпіонаті Дніпропетровської області, а потім і в аматорському чемпіонаті України, в яких разом із клубом завоював золоті медалі. Влітку 2019 року разом із клубом вийшов до Другої ліги. Дебютував за клуб на професіональному рівні 27 липня 2019 року проти «Реал Фарми». За підсумком сезону став переможцем Другої ліги, клуб посів перше місце у групі Б. Дебютний матч у Першій лізі зіграв 5 вересня 2020 року проти «Альянса». У березні 2021 року покинув команду.

### «Нікополь»
У березні 2021 року футболіст перейшов до «Нікополя». Дебютував за клуб 23 березня 2021 року у матчі проти «Маріуполя». Закріпився у клубі, став одним із ключових футболістів, усі матчі зіграв у стартовому складі. Загалом упродовж сезону з'явився на полі у 12 матчах. У липні 2021 року покинув клуб.

### «Енергія» (Нова Каховка)
У липні 2021 року перейшов до «Енергії» із Нової Каховки. Дебютував за клуб 25 липня 2021 року у матчі проти «Реал Фарми». Дебютним голом за клуб відзначився 30 липня 2021 року у матчі проти «Таврії». Закріпився в основній команді клубу, став одним із ключових гравців. За сезон встиг зіграти у 19 матчах у всіх турнірах, відзначився одним забитим м'ячем. Навесні 2022 року залишив клуб.

### «Спартакс» (Юрмала)
У червні 2022 року перейшов до юрмальського «Спартакса» з латвійської Вищої ліги. Дебютував за клуб 30 червня 2022 року у матчі проти «Валміери», де відзначився своєю першою результативною передачею. Одразу ж закріпився в основі. За підсумком сезону разом із клубом закінчив чемпіонат на 8-му підсумковому місці. Провів 19 матчів у всіх турнірах, відзначився результативною передачею.

### «Мілсамі»
У лютому 2023 року перейшов до молдавського клубу «Мілсамі», з яким підписав контракт до кінця 2024 року. Дебютував за нову команду 4 березня 2023 року у матчі Кубка Молдови проти «Петрокуба», в якому вийшов на поле у стартовому складі. Дебютував у молдовській Суперлізі 11 березня 2023 року у матчі проти «Петрокуба». Першою результативною дією за клуб відзначився 9 квітня 2023 року у матчі проти «Бєльців», в якому віддав гольову передачу. За підсумком сезону «Мілсамі» закінчив чемпіонат на 4-му підсумковому місці, став у клубі одним із основних гравців, за який відзначився своєю єдиною результативною передачею.

## Досягнення
«ВПК-Агро»
- Друга ліга України
  -  Чемпіон (1): 2019/20